# هاله نور

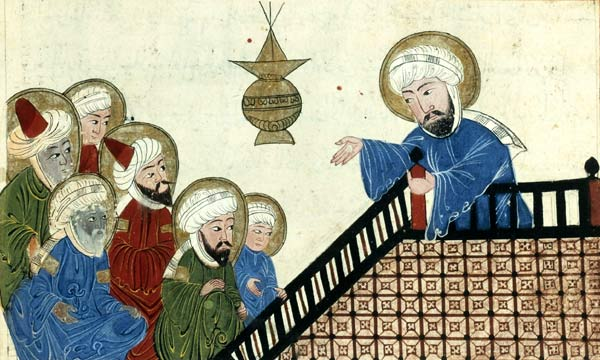
نگاره‌ای از محمد و صحابه در حجةالوداع، نگاره‌ای در سده هفدهم میلادی با هاله نور

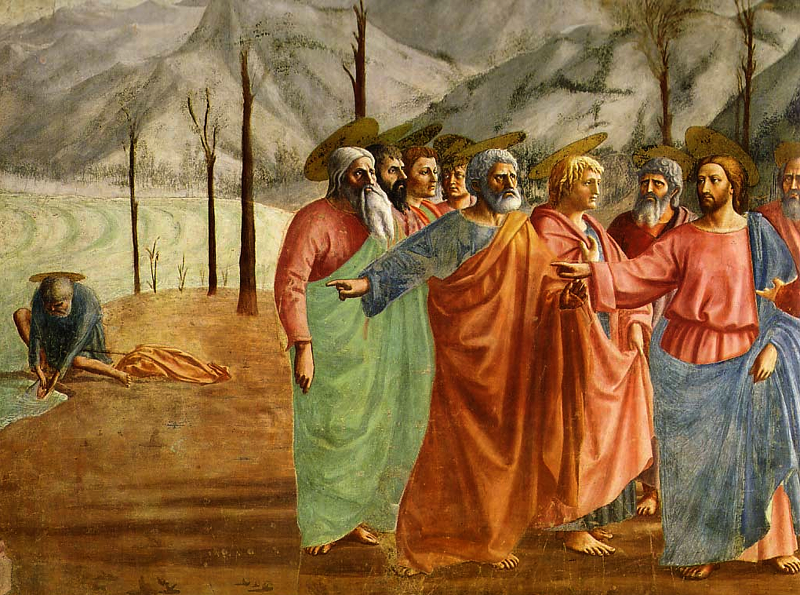
نگاره‌ای از عیسی و نه نفر از حواریون با هاله نور در بالای سرشان

هاله نور حلقه‌ای نورانی است که هنرمندان در طول تاریخ بر دور سر افراد مقدس ترسیم می‌کردند. این حلقه معمولاً به رنگ زرد یا سفید و گاهی، که به‌شکل شعله است، قرمز نمایانده می‌شود. این روش در آثار هنری بیشتر ادیان جهان از جمله مزدیسنا، اسلام، مسیحیت، هندویسم، بودیسم و در تمدن‌های ایران، هند، روم و یونان باستان دیده می‌شود. هاله (هالو) کلمه‌ای است که احتمالاً ریشۀ فارسی یا یونانی از «الو» (به یونانی: ἅλως) دارد. در ادبیات فارسی اَلو (Alou) همواره به‌معنی آتش، شعله و گاهی نور به‌کار رفته است. ابن بطوطه در سفرنامۀ خود می‌گوید که به تماشای مرده‌سوزی در هند رفتیم و دیدیم که زنان آنها نیز خود را در میان آتش انداختند؛ یکی از زنان گفت: «مرا از الو می‌ترسانید! مرا از اَتیش و الو ترسی نیست!» و خود را به‌درون آتش انداخت. بنا بر لغت‌نامۀ دهخدا، الو به شعلۀ آتش گویند.